# مارتين جوزيف
مارتين جوزيف (بالإنجليزية: Martyn Joseph)‏ هو كاتب أغاني بريطاني، ولد في 15 يوليو 1960 في بنارث ‏ في المملكة المتحدة.

## وصلات خارجية
- الموقع الرسمي
- مارتين جوزيف على موقع ميوزك برينز (الإنجليزية)
- مارتين جوزيف على موقع أول ميوزيك (الإنجليزية)
- مارتين جوزيف على موقع ديسكوغز (الإنجليزية)